# Jiří Plachý (obránce Prahy)
Jiří Plachý (1606 České Budějovice – 1664 Kutná Hora) byl jezuitský profesor z pražského Klementina, který se proslavil při hájení Starého Města před útokem švédské armády v roce 1648.

## Život

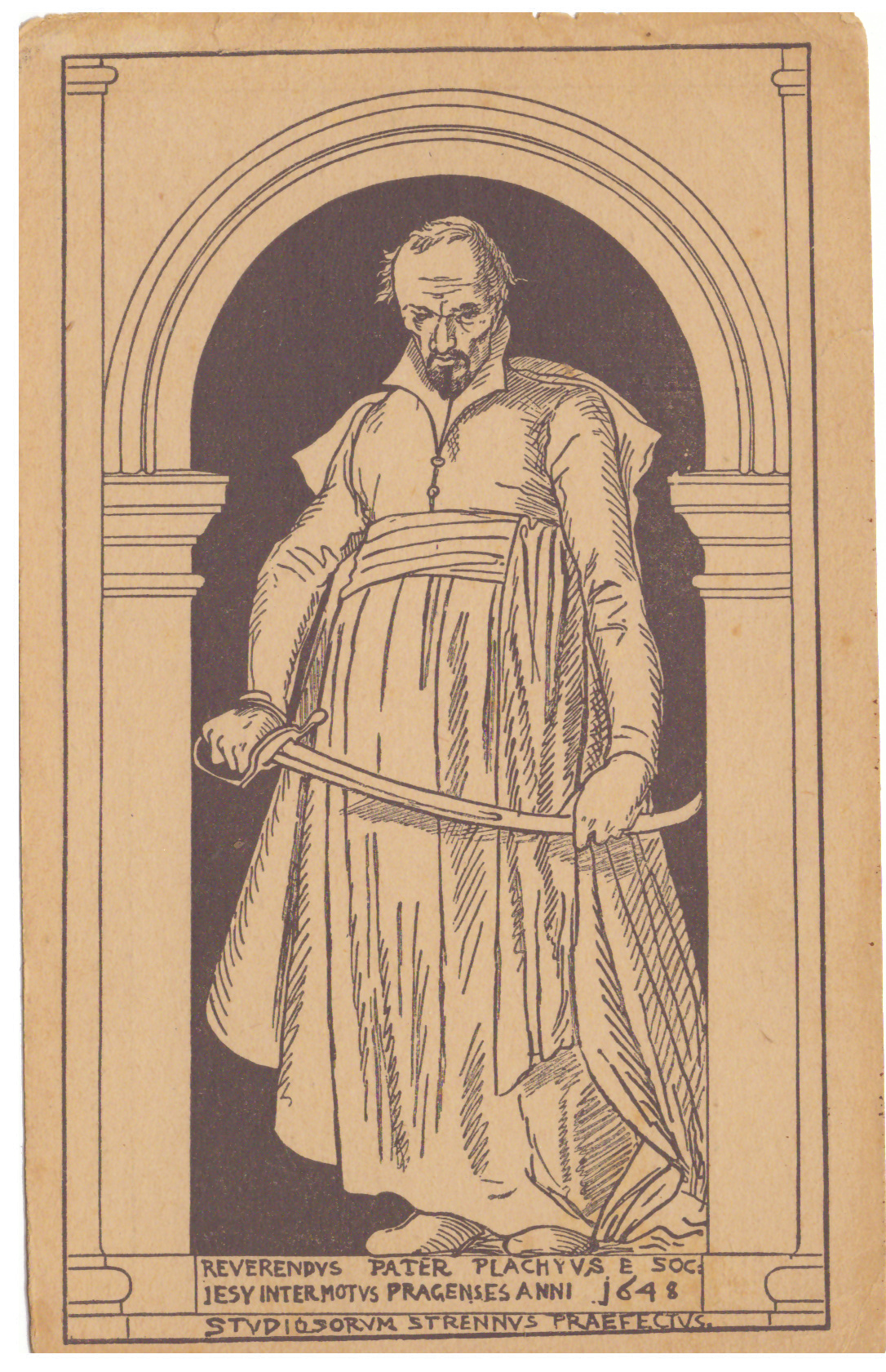
Jiří Plachý na obrázku Mikoláše Alše

Pocházel z Českých Budějovic, jeho otcem byl Šimon Plachý z Třebnice, který byl zabit při vpádu Pasovských v roce 1611. V sedmnácti letech vstoupil do jezuitského řádu. Vyučoval na jezuitských kolejích v Praze a Olomouci, ke konci života v Jičíně a Kutné Hoře. V pražském Klementinu byl nejen profesorem, ale také dvakrát správcem klementinské tiskárny.
I když nebyl přímo velitelem studentské legie, která zabránila švédské armádě přejít přes Karlův most a dobýt pravobřežní části Prahy, patřil k jejím nejvýraznějším osobnostem. Pro jeho vysokou postavu mu říkali „dlouhý páter“ a jeho neohroženost prý vzbuzovala obdiv i mezi nepřáteli. Tradovala se historka, že se ho Švédové báli a považovali ho za čaroděje - že prý dává studentům jíst nějaké lístky s říkáním, které je chrání před jejich kulemi. Plachého železné rukavice a přílbu potom dlouho uchovávali v Klementinu a studenti je nosili v průvodu při každoročních procesích k Mariánskému sloupu na Staroměstském náměstí.
V některých zdrojích je zmiňován pod jménem Jiří Plachý Ostermann (Ostermann je pravděpodobně původní jméno rodiny). Bývá zaměňován (i v literatuře) se svým jmenovcem a strýcem zvaným Ferus, který též působil v Klementinu.

## Jiří Plachý v literatuře
- Franz Isidor Proschko: Der Jesuit, vydáno v roce 1857